# Wetonka
Wetonka és una població dels Estats Units a l'estat de Dakota del Sud. Segons el cens del 2000 tenia 12 habitants.

## Demografia
Segons el cens del 2000, Wetonka tenia 12 habitants, 4 habitatges, i 4 famílies. La densitat de població era de 18,5 habitants per km².
Dels 4 habitatges en un 25% hi vivien nens de menys de 18 anys, en un 100% hi vivien parelles casades, en un 0% dones solteres, i en un 0% no eren unitats familiars. En el 0% dels habitatges hi vivien persones soles el 0% de les quals corresponia a persones de 65 anys o més que vivien soles. El nombre mitjà de persones vivint en cada habitatge era de 3 i el nombre mitjà de persones que vivien en cada família era de 3.
Per edats la població es repartia de la següent manera: un 16,7% tenia menys de 18 anys, un 0% entre 18 i 24, un 25% entre 25 i 44, un 41,7% de 45 a 60 i un 16,7% 65 anys o més.
L'edat mediana era de 49 anys. Per cada 100 dones de 18 o més anys hi havia 100 homes.
La renda mediana per habitatge era de 25.417 $ i la renda mediana per família de 25.417 $. Els homes tenien una renda mediana de 23.750 $ mentre que les dones 0 $. La renda per capita de la població era de 13.144 $. Cap de les famílies estaven per davall del llindar de pobresa.

## Poblacions més properes
El següent diagrama mostra les poblacions més properes.